# S-IV

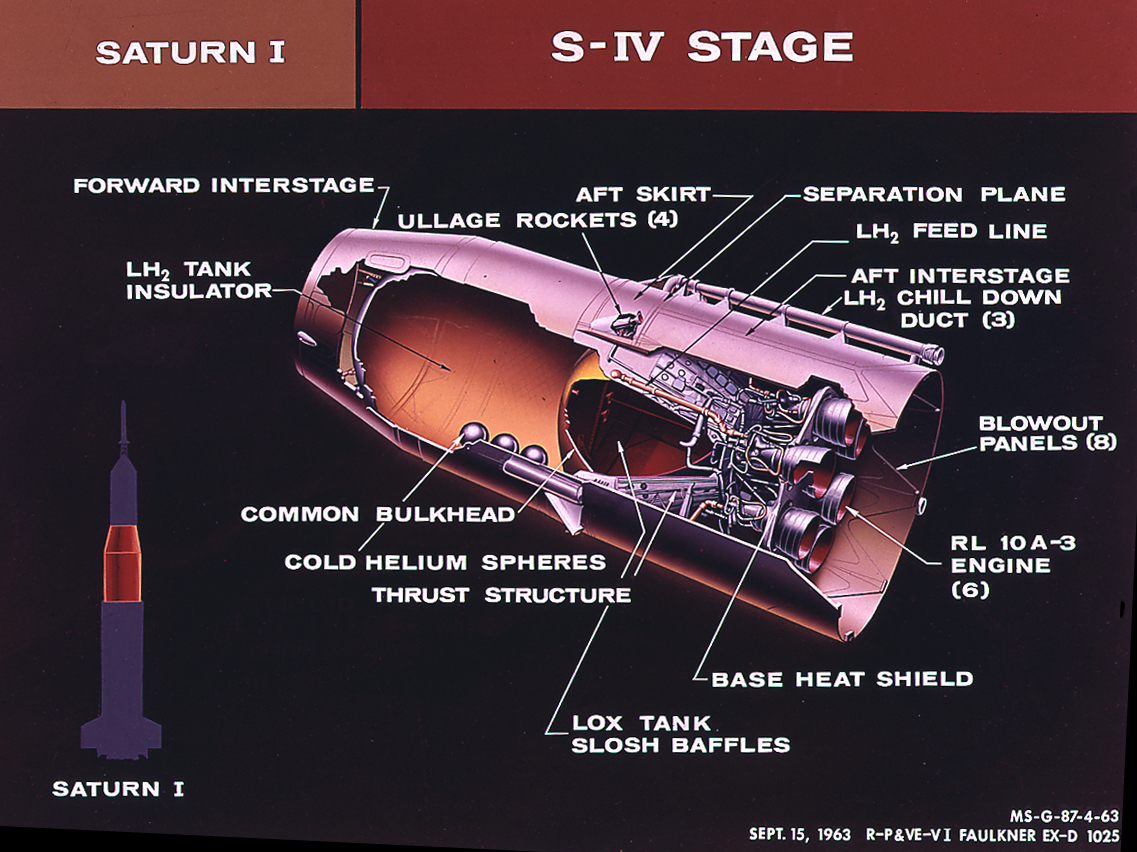
S-IV 図解

S-IVは、アメリカ合衆国の初期のアポロ計画で使用された、サターンI 型ロケットの第二段である。
サターンIB 型ロケット第二段およびサターンV 型ロケット第三段で使用されたS-IVBとは区別する必要がある。
液体水素を燃料とし、液体酸素を酸化剤に使用するRL-10ロケットエンジンを6基搭載している。液体酸素と液体水素のタンクはわずか一枚の隔壁で仕切られているだけで、これによりおよそ10トンの重量を削減することに成功している。

## 仕様
- 全高：12.19m
- 直径：5.49m
- エンジン：RL-10 6基
- 推力：400kN
- 燃料：液体水素
- 酸化剤：液体酸素
- 燃焼時間：約410秒
- 到達高度：450km以上